# Nordine Sam
Nordine Belhamideche Sam (Tolosa, 25 marzo 1982) è un ex calciatore francese naturalizzato algerino, di ruolo difensore.

## Carriera
Ha giocato nella massima serie dei campionati francese, svizzero, cipriota ed algerino.